# 카이툰

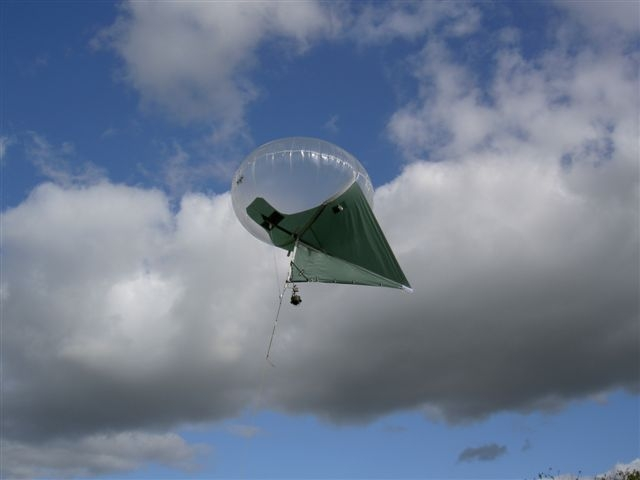
자이로 안정화 카메라(gyro-stabilised camera)를 들어 올리는 헬리카이트 카이툰(Helikite kytoon)

카이툰(kytoon) 또는 카이트 볼룬(kite balloon)은 공기보다 무거운 연처럼 동적으로 양력의 일부를 얻고, 공기보다 가벼운 기구로 공기정역학적으로 나머지를 얻는 묶인 항공기이다. 이 단어는 연(kite)과 풍선(balloon)의 합성어이다.
카이툰의 가장 큰 장점은 바람의 세기에 관계없이 테더 포인트 위에서 상당히 안정적인 위치를 유지하는 반면, 일반 풍선과 연은 덜 안정적이라는 것이다.
카이툰은 민간과 군사 등 다양한 목적으로 사용되었다.

## 같이 보기
- 에어로스탯
- 비행선
- 부력